# Trudne słówka (film)
Trudne słówka (ang. Spanglish) – amerykański komediodramat w reżyserii Jamesa L. Brooksa, z Adamem Sandlerem, Paz Vega i Téą Leoni w rolach głównych. Film miał swoją światową premierę w Stanach Zjednoczonych 17 grudnia 2004 roku. 

## Fabuła
Młoda Meksykanka Flor Moreno przeprowadza się do Los Angeles wraz z dwunastoletnią córką. By móc spędzać więcej czasu z dzieckiem, zamiast dwóch etatów zatrudnia się jako gosposia u rodziny bogatych Amerykanów. Pani domu nie radzi sobie z wychowaniem dzieci, dlatego Flor, chociaż nie zna języka angielskiego, próbuje łagodzić napięcia.

## Obsada
W filmie wystąpili, m.in.:
- Paz Vega jako Flor Moreno
- Shelbie Bruce jako Cristina Moreno
- Téa Leoni jako Deborah Clasky
- Adam Sandler jako John Clasky
- Aimee Garcia jako narratorka
- Jonathan Hernandez jako Alex
- Angela Goethals jako Gwen
- Cloris Leachman jako Evelyn Wright
- Sarah Steele jako Bernice Bernie Clasky
- Ian Hyland jako George Georgie Clasky
- Ricardo Molina jako mąż Flor
- Brenda Canela jako Luz

## Nagrody i nominacje
Złote Globy 2004
- Najlepsza muzyka – Hans Zimmer (nominacja)[4]

Nagroda Satelita 2004
- Najlepsza aktorka drugoplanowa w komedii/musicalu – Cloris Leachman (nominacja)